# ۹۰۰ (خورشیدی)
۹۰۰ نهصدمین سال هجری خورشیدی است.